# Potiphar's Wife
Potiphar's Wife (lit. em português: Mulher de Potifar) é um filme de romance britânico de 1931, dirigido por Maurice Elvey e estrelado por Nora Swinburne, Laurence Olivier e Guy Newall. Também é conhecido sob o título Her Strange Desire. É baseado em uma peça de Edgar Middleton.

## Elenco
- Nora Swinburne - Lady Diana Bromford
- Laurence Olivier - Straker
- Norman McKinnel - Lord Bromford
- Guy Newall - Maurice Worthington
- Donald Calthrop - Advogado de defesa
- Ronald Frankau - Major Tony Barlow
- Betty Schuster - Rosita Worthington
- Marjorie Brooks - Sylvia Barlow
- Walter Armitage - Geoffrey Hayes
- Henry Wenman - Stevens
- Gibb McLaughlin - Chauffeur
- Elsa Lanchester - Therese
- Henry Vibart - Juiz